# Lissonota quinqueangularis
Lissonota quinqueangularis là một loài tò vò trong họ Ichneumonidae.